# Jarrett Allen
Jarrett Allen (* 21. April 1998 in San Diego, Kalifornien) ist ein US-amerikanischer Basketballspieler. Der Center spielt seit der Saison 2020/21 bei den Cleveland Cavaliers in der NBA. Am 14. Februar 2022 wurde Allen, als Verletzungsersatz für James Harden, zum ersten Mal zu einem NBA All-Star ernannt.

## College
Der in San Diego, Kalifornien geborene Allen besuchte die St. Stephen’s Episcopal School in Austin, Texas. Als eines der größten Talente im Frontcourt entschied er sich danach für die University of Texas at Austin Basketball zu spielen. Als Freshman machte er durchschnittlich 13,4 Punkte und 8,4 Rebounds pro Spiel. Nach einer Saison am College meldete er sich für die NBA-Draft 2017 an.

## NBA
Am Drafttag wurde Allen an der 22. Position von den Brooklyn Nets ausgewählt. Am 20. Juli 2017 unterzeichnete er einen Rookie-Kontrakt bei der Franchise aus der Eastern Conference. Sein Debüt bestritt er am 20. Oktober und wurde mit 19 Jahren und 182 Tagen zum zweitjüngsten Spieler hinter Derrick Favors, der jemals den Court im Trikot der Nets betrat. Das Spiel beendete er mit neun Punkten, zwei Rebounds und einem Block. Beim 116:108-Sieg gegen die Philadelphia 76ers am 25. Januar 2018 startete Allen zum ersten Mal in der NBA und markierte in diesem mit 16 Punkten und 12 Rebounds ein Double-double. Am 2. Februar erzielte er gegen die Los Angeles Lakers einen mit 20 Punkten einen neuen Karrierebestwert in dieser Kategorie. Fünf Tage später griff er 14 Rebounds gegen die Detroit Pistons und am 5. April blockte er 5 Würfe gegen die Milwaukee Bucks. In seiner ersten Saison 2017/18 machte er durchschnittlich acht Punkte, fünf Rebounds und einen Block pro Spiel.
In der folgenden Spielzeit 2018/19 war er bereits ein fester Bestandteil in der Starting Five der Nets. Am 17. November 2018 erzielte er mit 24 Punkten im Spiel gegen die Los Angeles Clippers einen neuen Karrierebestwert in dieser Kategorie. Außerdem griff bei der 119:127-Niederlage auch 11 Rebounds. Am 16. Januar 2019 machte er im Spiel gegen die Houston Rockets ein Double-double bestehend aus 20 Punkten und 24 Rebounds. Seine zweite Saison beendete er mit durchschnittlich 10,9 Punkten, 8,4 Rebounds und 1,5 Blocks pro Spiel.

## Erfolge und Auszeichnungen
- 1× NBA All-Star: 2022

## Privates
Bereits Jarretts Vater Leonard war professioneller Basketballspieler, der vier Jahre an der San Diego State Collegebasketball spielte und im NBA-Draft 1985 in der 3. Runde an der 3. Position ausgewählt wurde. Zu einer Karriere in der NBA reichte es jedoch nicht und er spielte danach in Spanien. Sein älterer Bruder Leonard Jr. spielt aktuell für die Baylor University.

## Karriere-Statistiken

### NBA

#### Reguläre Saison
| Saison   | Team                 | GP  | GS  | MPG  | FG % | 3P % | FT % | RPG  | APG | SPG | BPG | PPG  |
| -------- | -------------------- | --- | --- | ---- | ---- | ---- | ---- | ---- | --- | --- | --- | ---- |
| 2017–18  | Brooklyn             | 72  | 31  | 20.0 | .589 | .333 | .776 | 5.4  | 0.7 | 0.4 | 1.2 | 8.2  |
| 2018–19  | Brooklyn             | 80  | 80  | 26.2 | .590 | .133 | .709 | 8.4  | 1.4 | 0.5 | 1.5 | 10.9 |
| 2019–20  | Brooklyn             | 70  | 64  | 26.5 | .649 | .000 | .633 | 9.6  | 1.6 | 0.6 | 1.3 | 11.1 |
| 2020–21  | Brooklyn / Cleveland | 63  | 45  | 29.6 | .618 | .316 | .703 | 10.0 | 1.7 | 0.5 | 1.4 | 12.8 |
| 2021–22  | Cleveland            | 56  | 56  | 32.3 | .677 | .100 | .708 | 10.8 | 1.6 | 0.8 | 1.3 | 16.1 |
| 2022–23  | Cleveland            | 68  | 68  | 32.6 | .644 | .100 | .733 | 9.8  | 1.7 | 0.8 | 1.2 | 14.3 |
| 2023–24  | Cleveland            | 77  | 77  | 31.7 | .634 | .000 | .742 | 10.5 | 2.7 | 0.7 | 1.1 | 16.5 |
| Gesamt   | Gesamt               | 486 | 421 | 28.2 | .630 | .171 | .711 | 9.1  | 1.6 | 0.6 | 1.3 | 12.7 |
| All-Star | All-Star             | 1   | 0   | 24.0 | .833 | .000 | —    | 9.0  | 1.0 | 1.0 | 2.0 | 10.0 |

#### Play-offs
| Saison  | Team      | GP | GS | MPG  | FG % | 3P % | FT % | RPG  | APG | SPG | BPG | PPG  |
| ------- | --------- | -- | -- | ---- | ---- | ---- | ---- | ---- | --- | --- | --- | ---- |
| 2018–19 | Brooklyn  | 5  | 5  | 22.0 | .594 | —    | .850 | 6.8  | 2.2 | 0.6 | 0.6 | 11.0 |
| 2019–20 | Brooklyn  | 4  | 4  | 33.0 | .583 | —    | .813 | 14.8 | 2.3 | 0.5 | 1.8 | 10.3 |
| 2022–23 | Cleveland | 5  | 5  | 38.2 | .611 | —    | .500 | 7.4  | 2.4 | 0.8 | 1.0 | 9.4  |
| 2023–24 | Cleveland | 4  | 4  | 31.1 | .676 | —    | .692 | 13.8 | 1.3 | 1.3 | 1.0 | 17.0 |
| Gesamt  | Gesamt    | 18 | 18 | 31.1 | .620 | —    | .750 | 10.3 | 2.1 | 0.8 | 1.1 | 11.7 |